# Quincy Watts
Quincy D. Watts (Detroit, Michigan, 19 de junho de 1970) é um antigo atleta norte-americano, especialista em corridas de 400 metros. Foi campeão olímpico, em 1992, nos Jogos Olímpicos de Barcelona, tantos nos 400 metros como na estafeta 4 x 400 metros.
Começou por ser um corredor de velocidade curta, enquanto estudante na Universidade do Sul da Califórnia, em Los Angeles. Porém, em 1991, foi selecionado para integrar a equipe norte-americana de 4 x 400 metros concorrente aos Campeonatos Mundiais de Tóquio, onde obteve a medalha de prata. 

## Melhores marcas pessoais
| Prova      | Data                | Local                       | Marca   |
| ---------- | ------------------- | --------------------------- | ------- |
| 100 metros | 25 de julho de 1987 | Provo, Utah, Estados Unidos | 10.30 s |
| 200 metros | 25 de julho de 1987 | Provo, Utah, Estados Unidos | 20.50 s |
| 400 metros | 15 de maio de 1977  | Barcelona, Espanha          | 43.50 s |